# Cistus grancanariae
Cistus grancanariae là một loài thực vật có hoa trong họ Nham mân khôi. Loài này được Marrero Rodr., R.S.Almeida & C.Ríos mô tả khoa học đầu tiên năm 2008.